# Київ (топонімічний довідник)
Київ. Короткий топонімічний довідник — довідкове видання, що містить відомості щодо декількох сотень назв київських місцевостей, передусім тих, за словами авторів, де зараз існує житлова або промислова забудова і які становлять найбільший інтерес щодо походження своїх назв та історичної долі.
Основне коло питань, які прагнули висвітлити автори довідника — це визначення територіальних меж певної місцевості (район міста, перелік основних вулиць і площ, які пролягають по її території), походження назви, основні віхи історії, сучасний вигляд і перелік інших міських об'єктів, які втілили в собі назву цієї місцевості.
Довідник розрахований на широке коло читачів.

## Критика
Видання отримало негативну критику через певну кількість фактичних помилок. Зокрема, незрозумілим є критерій відбору статей про місцевості, відсутність наукового та літературного рецензування, помилки у географічному розташуванні об'єктів і т. д. Тому бажано критично ставитися до інформації з довідника.